# 班夫国家公园

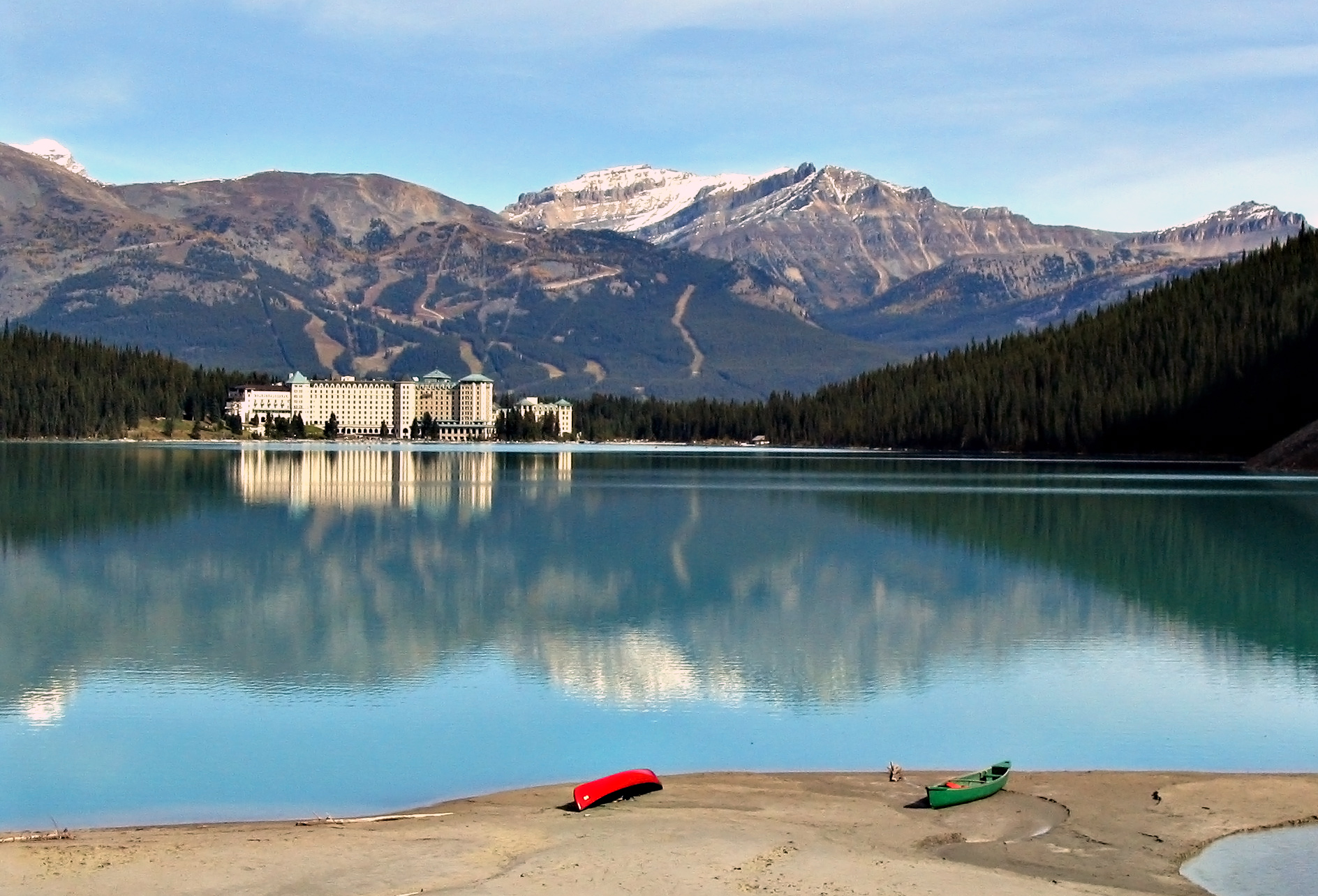
路易斯湖

班夫国家公园（英語：Banff National Park）建于1885年，是加拿大历史最悠久的国家公园。它坐落于落基山脉北段，距加拿大艾伯塔省卡尔加里以西约110-180公里处。公园共占地6641平方公里，遍布冰川、冰原、林和高山。冰原公路从路易斯湖开始，一直连接到北部的贾斯珀国家公园。西面是省级森林和幽鹤国家公园，南面与库特尼国家公园毗邻，卡纳纳斯基斯镇位于其东南方。公园内主要的商业区为弓河山谷的班夫镇。它作為「加拿大落基山脈公園群」的一部分，與其它加拿大洛磯山脈的國家和省立公園一起被列入世界遺產名錄中。
加拿大太平洋铁路是早期通往班夫的方式，太平洋铁路集团在公园内建造了班夫温泉酒店和路易斯湖城堡酒店，吸引了大量游客前往。20世纪初期，在一战和大萧条期间，通往班夫的公路建成。1960年开始公园全年对外开放，1990年游客数量达到了500万人次。上百万的游客通过加拿大横贯公路前往。由于班夫国家公园是全球最受欢迎的公园之一，生态系统开始受到影响和破坏。1990年代中期，加拿大公园管理局启动了一个为期两年的研究项目，颁布了一系列的措施，试图控制游客数量，保护生态环境。

## 历史
纵观班夫国家公园历史，始终贯穿自然保护和旅游开发的矛盾。1885年，由于对温泉的发现者和商业开发权有争议，公园因此而建立。加拿大总理约翰·亚历山大·麦克唐纳将温泉设立为一个小保护区，后来范围扩大，包括路易斯湖和北面的哥伦比亚冰原。

### 早期历史
根据在弗米利恩湖放射性炭素考古发现，班夫最初的人类活动的时期可以追述到公元前10300年。早于欧洲的开拓者，加拿大原住民，包括库特奈人、西克西卡人等生活在那个地区，以狩猎美洲野牛等动物为生。

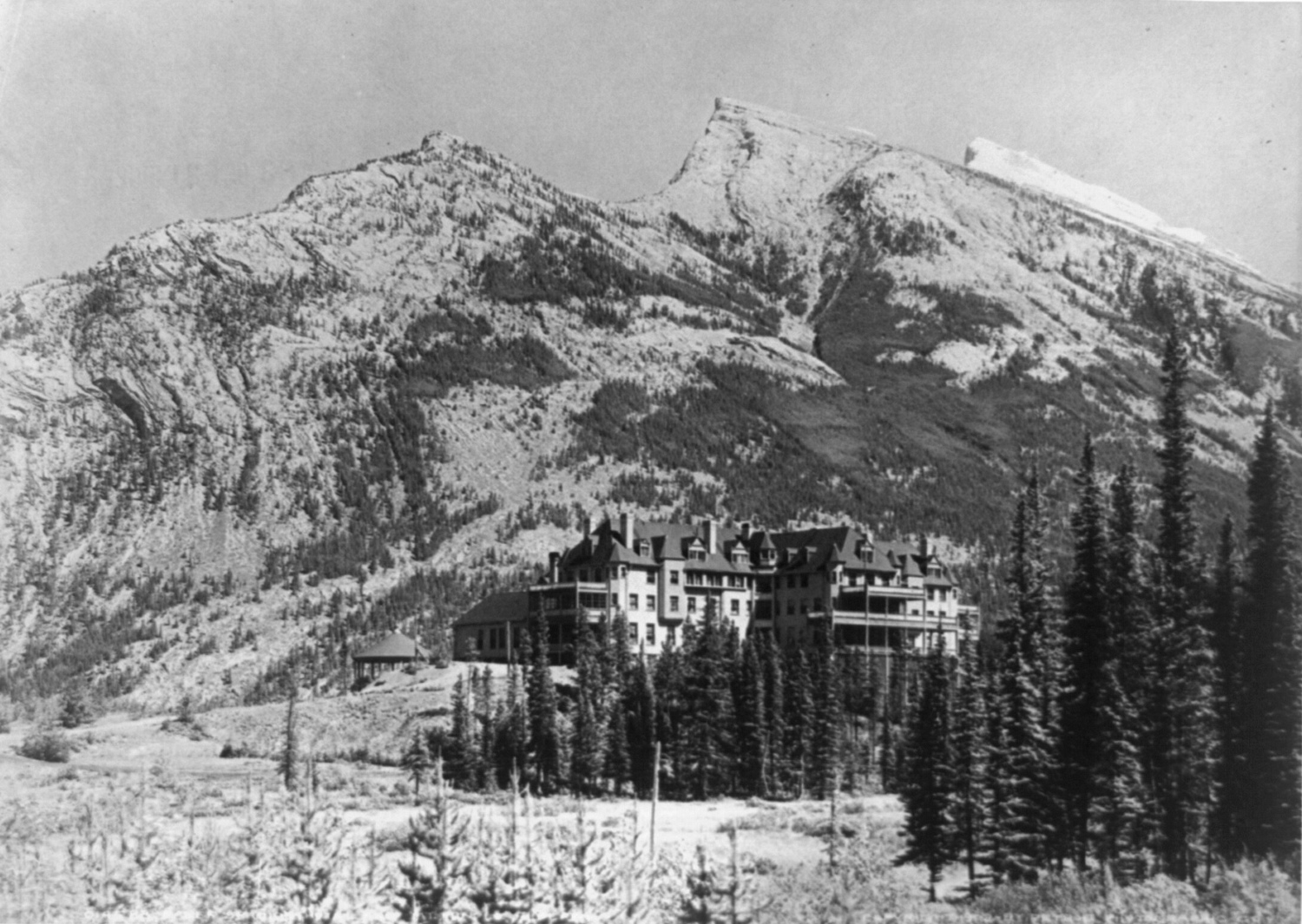
班夫温泉酒店（1902年）

当1871年7月20日不列颠哥伦比亚加入加拿大之际，加拿大决定建造一条越洲铁路。铁路由1875年从基金霍斯山口动工，翻过北面的耶洛黑德山口，穿越加拿大落基山脉。10年后的1885年11月7日，該工程在不列颠哥伦比亚的克雷盖拉西竣工。

### 落基山脉公园建立
1885年，洞穴与盆地国家历史古迹周围的26平方公里的区域被划为公立公园。《落基山脉公园法》于1887年6月23日颁布，公园被扩大为674平方公里，并命名为“洛矶山脉公园”。这是加拿大第一个国家公园，也是北美洲第二个国家公园，仅晚于美国的黄石国家公园。加拿大太平洋铁路集团建造了班夫温泉酒店和路易斯湖城堡酒店以吸引游客，同时增加了铁路的乘坐率。
早些时候，班夫很受欧洲富有的游客的欢迎，他们通过远洋邮轮横贯大西洋来到加拿大，然后乘坐火车继续西行。美国上流社会的游客也不少。有一些游客雇佣当地的向导参加登山活动。亚瑟·奥利弗·惠勒和伊丽莎白·帕克于1906年成立了加拿大高山俱乐部，俱乐部在边远地区组织登山和露营活动。

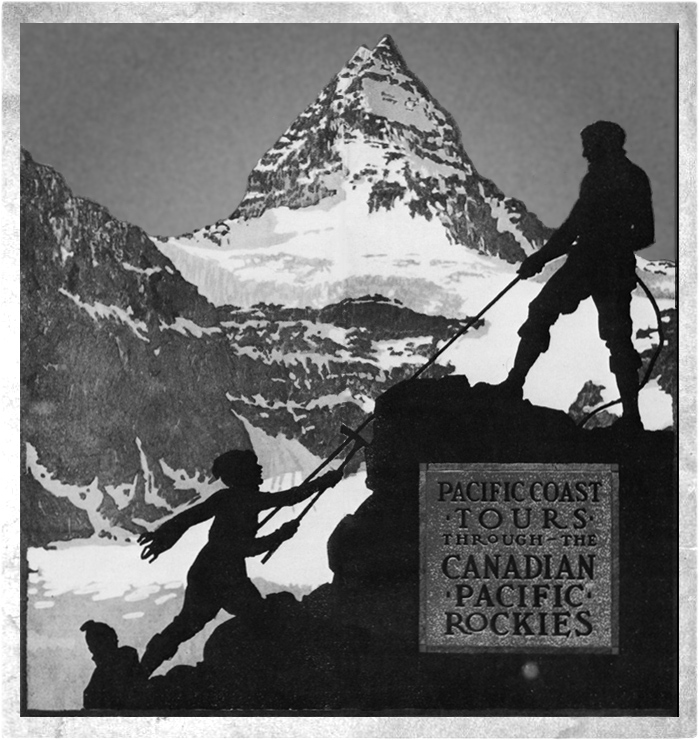
加拿大太平洋铁路广告小手册，背景是阿西尼博因山和班夫风景（大约1917年）

1911年，从卡尔加里可以驱车到达班夫。1916年初，到班夫的旅游巴士也开通了。1920年，到路易斯湖的公路建成，1923年从班夫到不列颠哥伦比亚的公路竣工。
1902年，公园的面积扩大为11,400平方公里，加入了路易斯湖的周边地区、弓河、雷德迪尔河、卡纳纳斯基斯和斯普雷河。由于畜场放牧和伐木行业的压力，1911年，公园的面积缩减为4,663平方公里，很多丘陵地区不再属于公园范围。之后公园的边界改变了好几次，直到1930年，随着《加拿大国家公园法》的通过，公园的面积固定在6,697平方公里。该法令同时将公园的名字改为“班夫国家公园”，名称来源于加拿大太平洋铁路车站的名称，而车站的名称则来自苏格兰的班夫郡。1933年，公园新的东大门落成，艾伯塔省的0.84平方公里面积页也因此划入公园。1949年，公园的边界有一些微小的变动，面积改为6,641平方公里。

### 煤矿业
1887年，当地的土著人签订了《7号协议》，使加拿大可以开发该区域的资源。20世纪初期，班夫明尼万卡湖附近的煤矿被挖掘。喀斯喀特山脉的班克海德煤矿1903年到1922年期间由加拿大太平洋铁路负责运作。1926年，该城镇被废弃，很多建筑搬到了班夫和其它地方。

### 监狱和集中营
第一次世界大战期间，从奥地利、匈牙利、德国、乌克兰的移民被送到班夫，在集中营劳动。最大的集中营位于卡斯尔山，冬天则搬到洞穴与盆地。很多早期的基础设施和道路是由加拿大的乌克兰人集中营的劳工建造的。

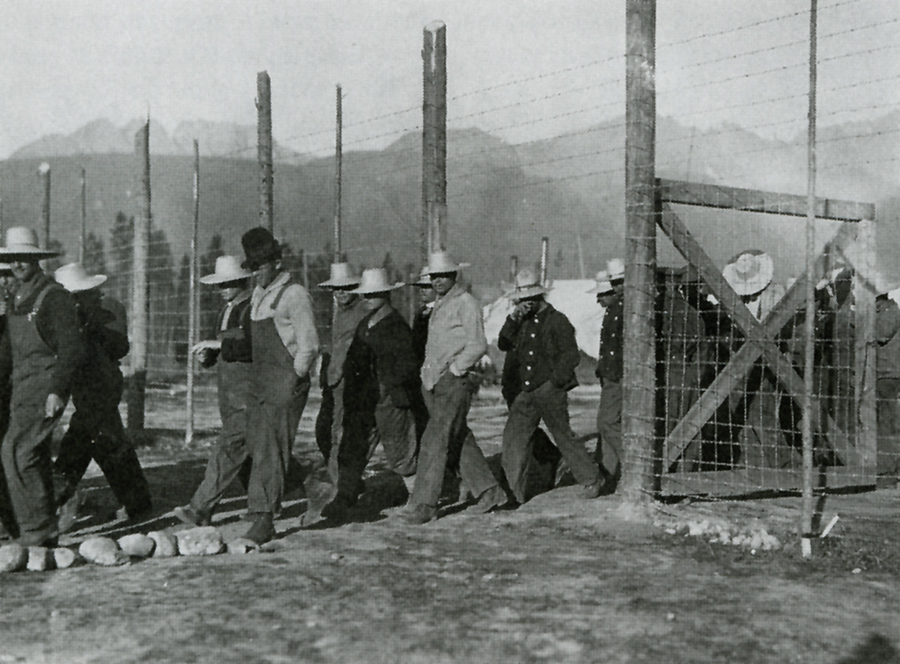
卡斯尔山集中营（1915年）

1931年大萧条时期，加拿大政府在国家公园提供了公共建设工程项目。工人们在班夫上温泉建造了新的浴场和游泳池，作为洞穴与盆地的补充。其它的工程包括公园里的道路，班夫镇周边的建设，以及从贾斯珀到班夫的高速公路。1934年，《公共建设工程法》通过，为公共建设工程提供了后续资金。新的工程包括班夫东大门重建，和班夫镇管理机构办公地点的建造。1940年，冰原公路通到了班夫的哥伦比亚冰原地区，将班夫和贾斯珀连接起来。
第二次世界大战期间，集中营再次在班夫成立，同时在路易斯湖、斯托尼克里克、希利克里克也成立了集中营。监狱里关押的主要是萨斯喀彻温门诺会成员。加拿大的日本人集中营在二战期间并不位于班夫，而位于贾斯珀国家公园，未判决的囚犯建造了耶洛黑德高速公路和其它工程。

### 冬季旅游
班夫的冬季旅游开始于1917年2月，第一届班夫冬季狂欢节也于当时举办。狂欢节以一个大的冰宫为特色，冰宫由一战期间集中营的羁押人员建造于1917年。狂欢节的活动包括越野滑雪、跳台滑雪、冰壶、雪鞋和滑雪游戏。1930年代，第一个速降滑雪道在桑夏恩村落成。诺奎山度假区也于1930年代开发，1948年第一条缆车在那里落成。
1960年代，加拿大横贯公路竣工，除了原来的弓河山谷公路外，提供了另一条穿过弓河山谷的道路。同样在这个时期，卡尔加里国际机场落成。1970年代，随着班夫温泉酒店开始在冬季营业，班夫国家公园全年对外开放。
加拿大曾多次申请班夫国家公园作为冬季奥林匹克运动会举办地，第一次是在1964年冬奥会，输给了奥地利因斯布鲁克。很快，1968年冬奥会又负于法国格勒诺布尔。1972年冬奥会，班夫在加拿大帝国石油公司的赞助下再度参与竞争，但由于環境保护组织强烈反对奥运会在当地举行，使该次申请备受争议。当时任加拿大公园管理局的主管政府部门--加拿大环境部部长的让·克雷蒂安迫于压力，不再支持申请，最终日本札幌市获得了该届奥运会主办权。
1988年冬奥会的主办权由加拿大卡尔加里获得，其中越野滑雪项目比赛在坎莫尔诺蒂克中心省立公园举行，就位于班夫国家公园的东大门外的加拿大横贯公路。

### 環境保护
从最初的《落基山脉公园法》颁布以来，后续的法律和制度在環境保护上加大了力度。《加拿大国家公园法》于1988年修正，将保存生态完整性放到了第一优先级的位置。该法律同时要求每一座公园在公众的参与下，制定管理计划。
1984年，班夫国家公园，作為「加拿大落基山脈公園群」的一部分，与其它加拿大落基山脉的国家和省立公园一起申报联合国教科文组织世界遗产，包括高山、冰川、湖泊、瀑布、峡谷、石灰石洞穴和发现的化石。申请的成功也同时增加了保护公园的义务。
1980年代，加拿大公园管理局将很多公园的设施私有化，如高尔夫球场等，并增加了使用其他设施的费用，以削减预算。1990年代，班夫镇成立，当地的居民对发展的建议有了更多的话语权。
1990年代，公园的发展计划包括桑夏恩村的扩建，该计划遭到了加拿大公园和原野学会（CPAWS）的法律起诉。1990年代中期，班夫弓河山谷研究会成立，其目的是为了更好地处理環境和公园发展相关的事务。

## 地理
班夫国家公园位于艾伯塔西面，与不列颠哥伦比亚毗邻。班夫距卡尔加里大约一个半小时车程，距埃德蒙顿约四个小时。北面是贾斯珀国家公园，西面是幽鹤国家公园，南面则是库特尼国家公园。卡纳纳斯基斯，包括弓河山路荒地省立公园、斯普雷山谷省立公园和彼得洛希德省立公园位于班夫的东南方。

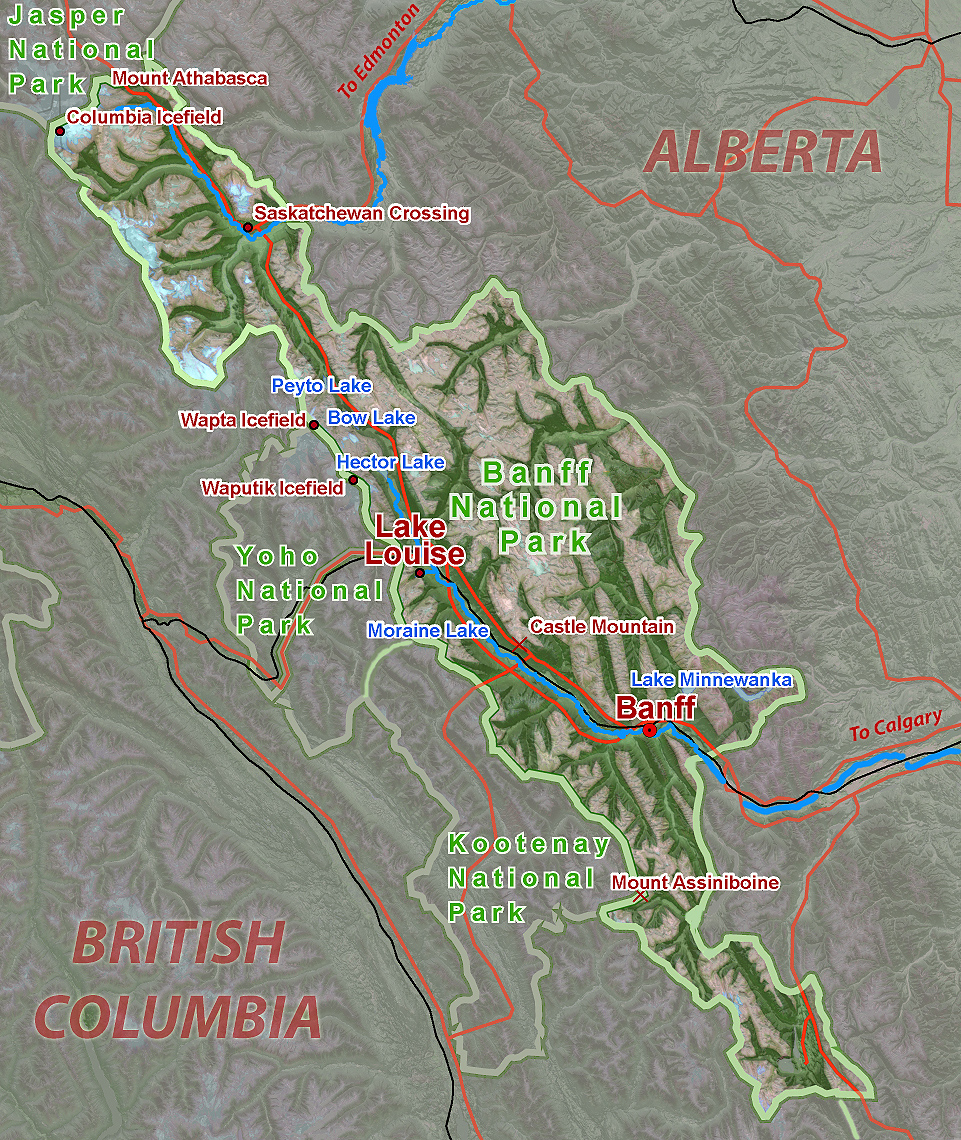
班夫国家公园地图

加拿大横贯公路穿过班夫国家公园，从东面的边界坎莫尔开始，穿越班夫和路易斯湖，抵达不列颠哥伦比亚的幽鹤国家公园。班夫镇是公园里主要的商业区。路易斯湖山谷位于加拿大横贯公路和冰原公路的连接处，其北面是贾斯珀镇。

### 班夫镇
班夫镇成立于1883年，是班夫国家公园的主要商业重心，也是文化活动中心。班夫是一些文化机构的所在地，如班夫中心、怀特博物馆、班夫国家卢克斯顿博物馆、洞穴与盆地国家历史古迹和一些艺术博物馆。班夫有很多传统的年度活动，包括1889年开始的班夫印第安日、班夫冬季狂欢节。自1976年开始，班夫中心组织策划了班夫山地电影节。1990年，班夫镇成为艾伯塔的一个自治区，增加了很多自主权利，但是很多计划和发展相关的事务还要受《加拿大国家公园法》和联邦当局的制约。根据2007年人口普查，班夫的人口为8,721人，其中7,437人是长期居民。弓河穿班夫镇而过，弓河瀑布位于镇郊外。

### 路易斯湖

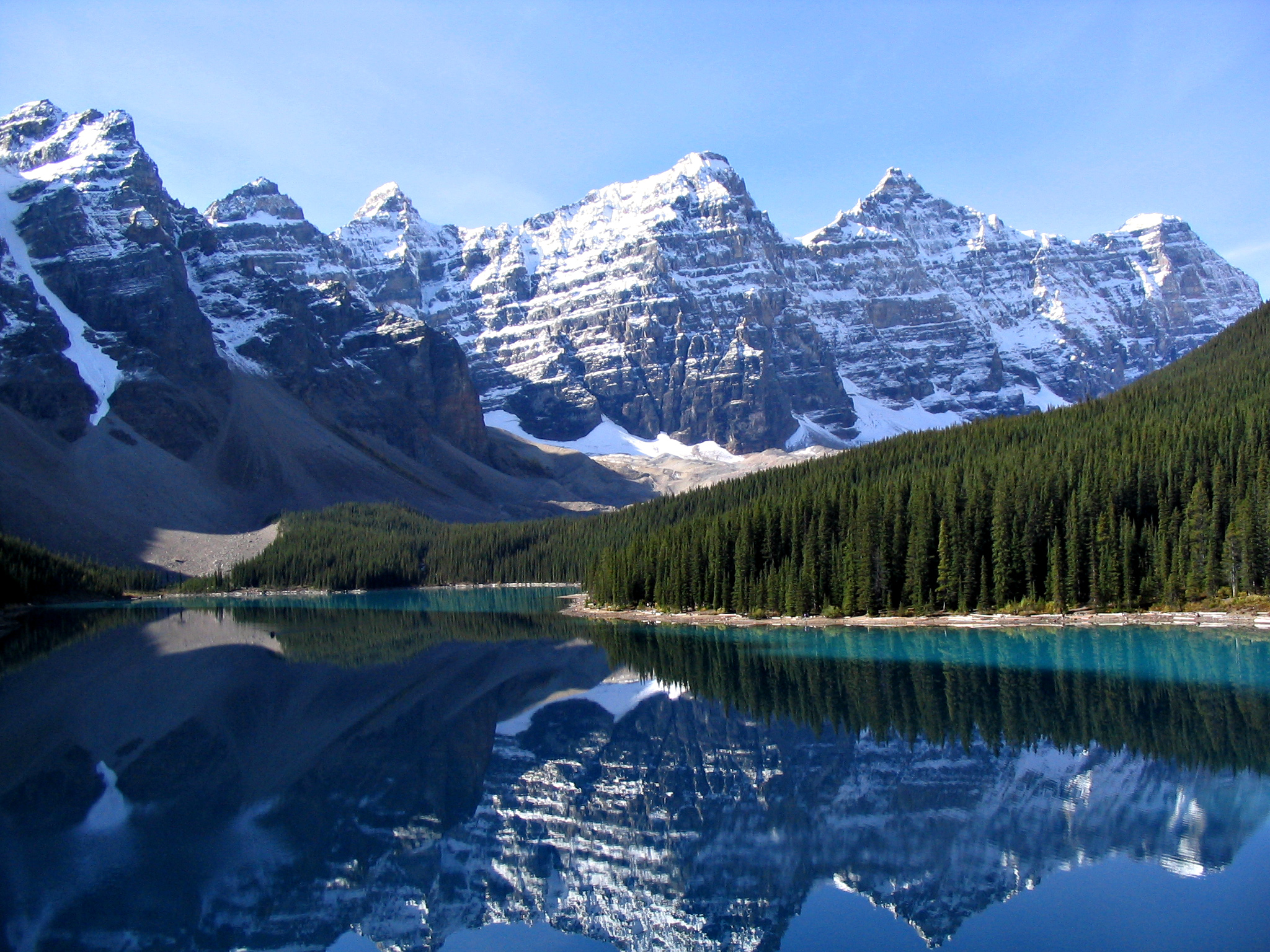
班夫国家公园内的梦莲湖

路易斯湖山谷距班夫镇西面54公里，路易斯湖城堡酒店就坐落在湖边。梦莲湖距路易斯湖15公里，湖畔是十峰山，倒映在湖中，风景秀美，被采用为加拿大20加元纸币1969年到1979年版本的背面图案。
路易斯湖山地度假区也位于山谷附近。

### 冰原公路
冰原公路全长为230公里，将路易斯湖和贾斯珀连接在一起。公路从路易斯湖开始，往北到达弓河山谷，穿过赫克托湖、弓湖和沛托湖。之后，公路到达最高点，沿着米斯塔亚河，到达萨斯喀彻温口，在那里豪斯河与北萨斯喀彻温河交汇在一起。冰原公路过了萨斯喀彻温口后，沿着北萨斯喀彻温河到达哥伦比亚冰原。之后公路穿越贾斯珀国家公园，翻过海拔为2,023米的森瓦普塔山口，一直延伸到到贾斯珀镇。

## 地质学

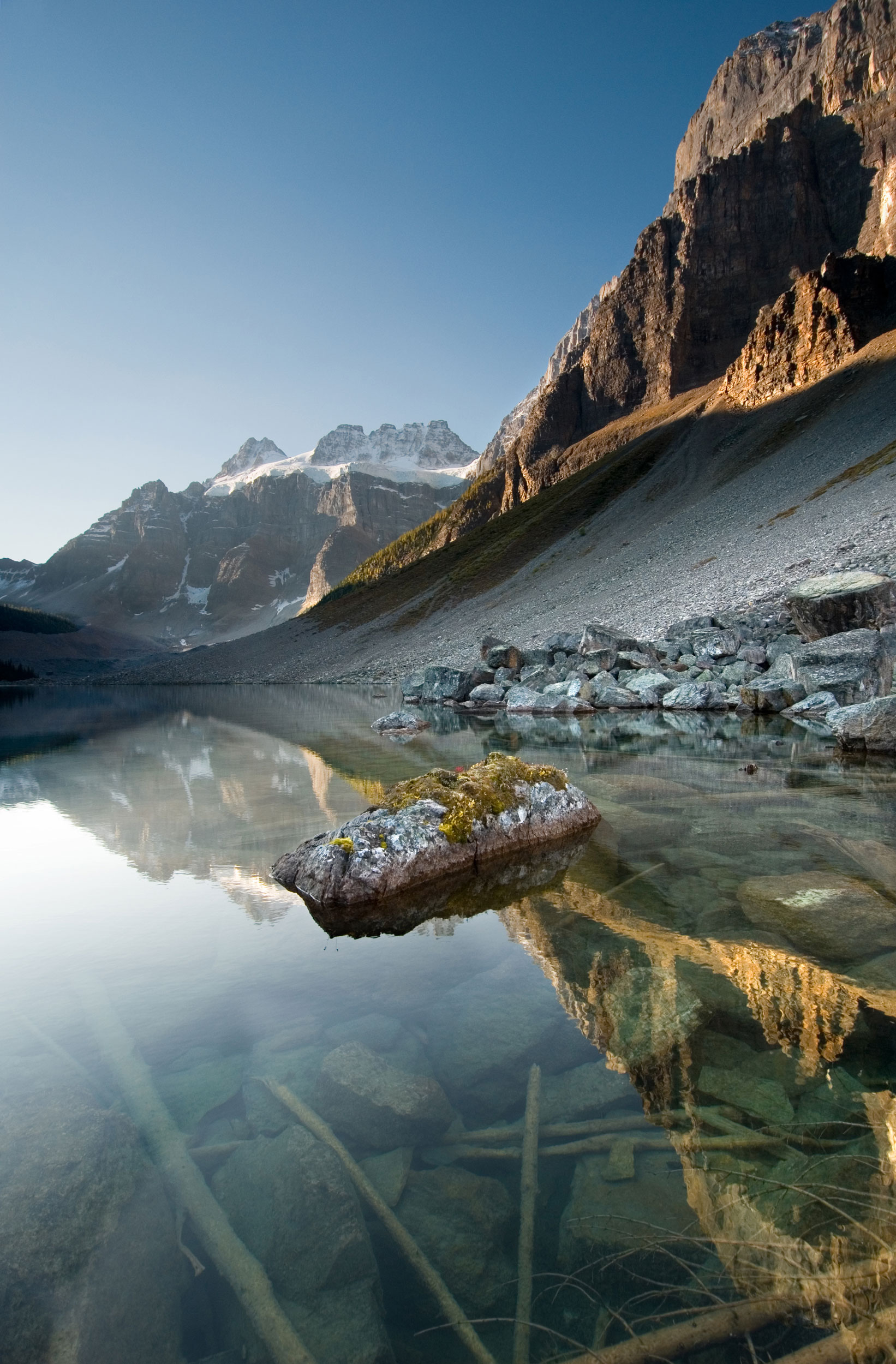
下康瑟萊遜湖（Lower Consolation Lake）

加拿大落基山脉由若干条从西北到东南方向的山脉组成。主山沿着北美洲大陆分水岭，前山位于主山的东方。班夫国家公园从大陆分水岭往西，包括主山的东坡以及前山的大部分，班夫镇和周围的群山位于前山。丘陵地带位于公园的东面，卡尔加里和坎莫尔之间。公园的另一侧，西山穿过幽鹤和库特尼国家公园。更远的西方是落基山脉峡谷，也是加拿大落基山脉区域在不列颠哥伦比亚的边界。
加拿大落基山脉由沉积岩组成，包括页岩、砂岩、石灰岩和石英岩，由浅陆内海沉积而成。班夫的地质形成于前寒武纪和侏罗纪期间。山脉大约形成于0.8到1.2亿年前，是冲断层作用的结果。

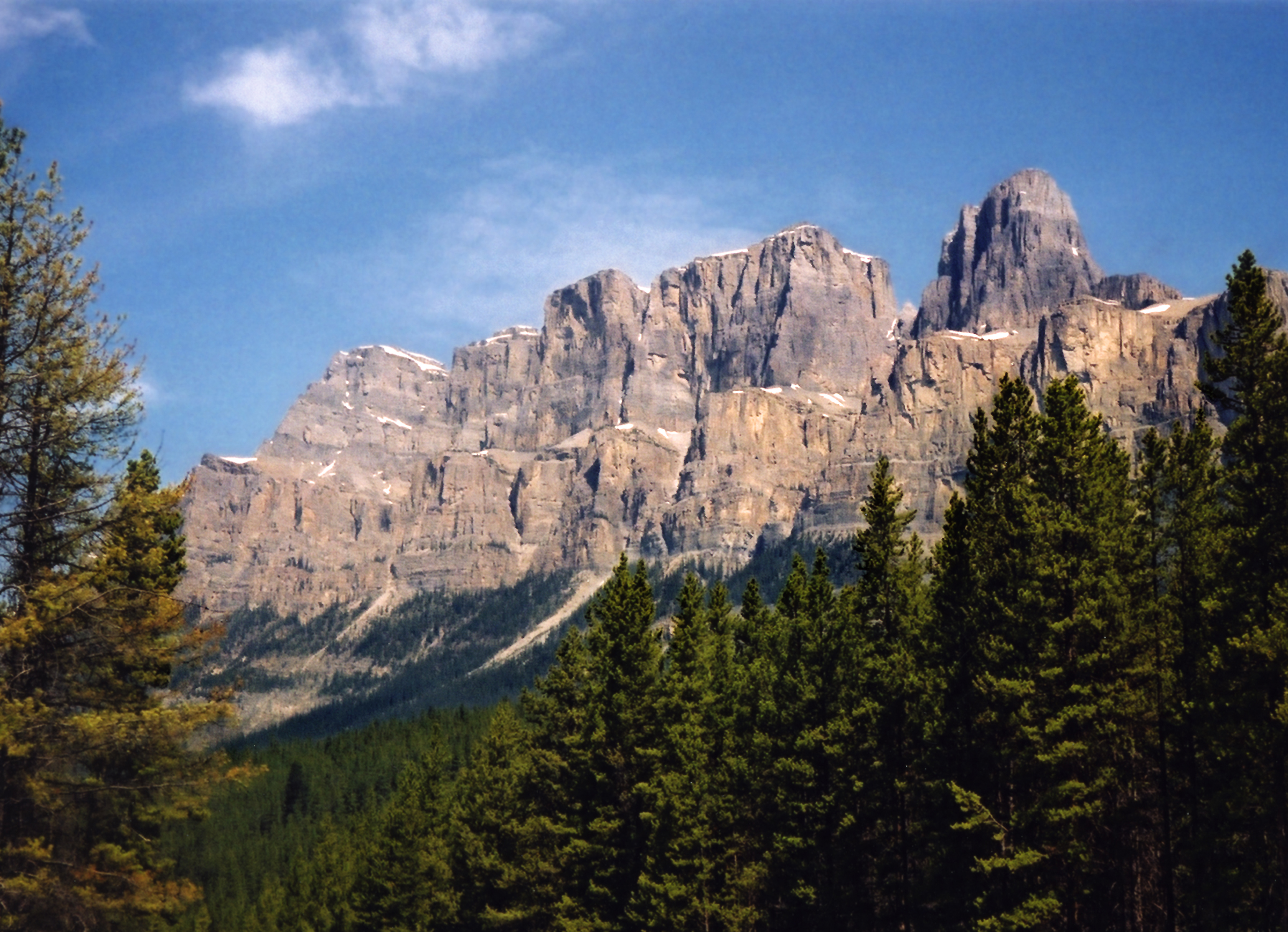
卡斯尔山

在过去的八千万年里，侵蚀作用一直在改变山的形状，丘陵地带和前山的侵蚀比主山更为明显。由于石头沉积、断层，班夫群山呈现出多种不同的形状，很多班夫地区的山脉的坡度达到50-60度。这种倾向坡的山通常一面十分陡峭，另一面则较为平缓，如班夫镇附近的伦多山。
班夫其他类型的山包括复合的、不规则的、背斜的、向斜的、城堡形的、犬齿的和锯齿的山脉。卡斯尔山悬崖陡峭，是城堡形山脉的一个例子。卡斯尔山顶是古生代时期的贝岩层，夹在两个石灰石层中间。犬齿形山脉，如路易斯山，外形是锋利的参差不齐的一组斜坡。锯背山脉由沉积层组成，被峡谷的流水长期侵蚀。碎石堆在许多山脉和悬崖的脚下很常见。
班夫的风景有明显的冰川侵蚀的特点，幽深的U形峡谷和许多悬谷通常形成瀑布。马特霍恩类型的山脉，如阿西尼博因山，由于冰川侵蚀形成了一个陡峭的山顶。班夫也有许多小峡谷，包括米斯塔亚峡谷和约翰斯顿峡谷。

### 冰川和冰原
班夫国家公园拥有数量众多的大型冰川和冰原，其中有不少可以通过冰原公路到达。主山常见的是小型冰斗冰川，位于很多山脉的阴面。作为世界上主要的高山冰川之一，班夫的冰川在逐渐消融。照片证据表明这种趋势越来越惊人，冰河学家已经开始在公园里更彻底全面地研究冰川，并分析冰川的减少将对溪流和江河的水源造成影响。受到冰河作用最大的地区包括瓦普堤克冰原和瓦普塔冰原，它们都位于班夫和幽鹤国家公园边界。瓦普塔冰原大约覆盖了80平方公里的土地。瓦普塔冰原在大陆分水岭班夫这一侧的部分包括沛托冰原、弓湖冰原和瓦尔彻冰原等。弓湖冰原在1850年到1953年之间消融了大约1,100米，并且有增加的趋势，在冰川的末端形成了一个新的湖。沛托冰原从1880年以来消融了大约2,000米，并且面临着在未来的30到40年内完全消失的危险。从冰原公路还可以看到鸦爪冰川和赫克托冰川，它们是独立的冰川，没有和其他主要的冰川关联在一起。

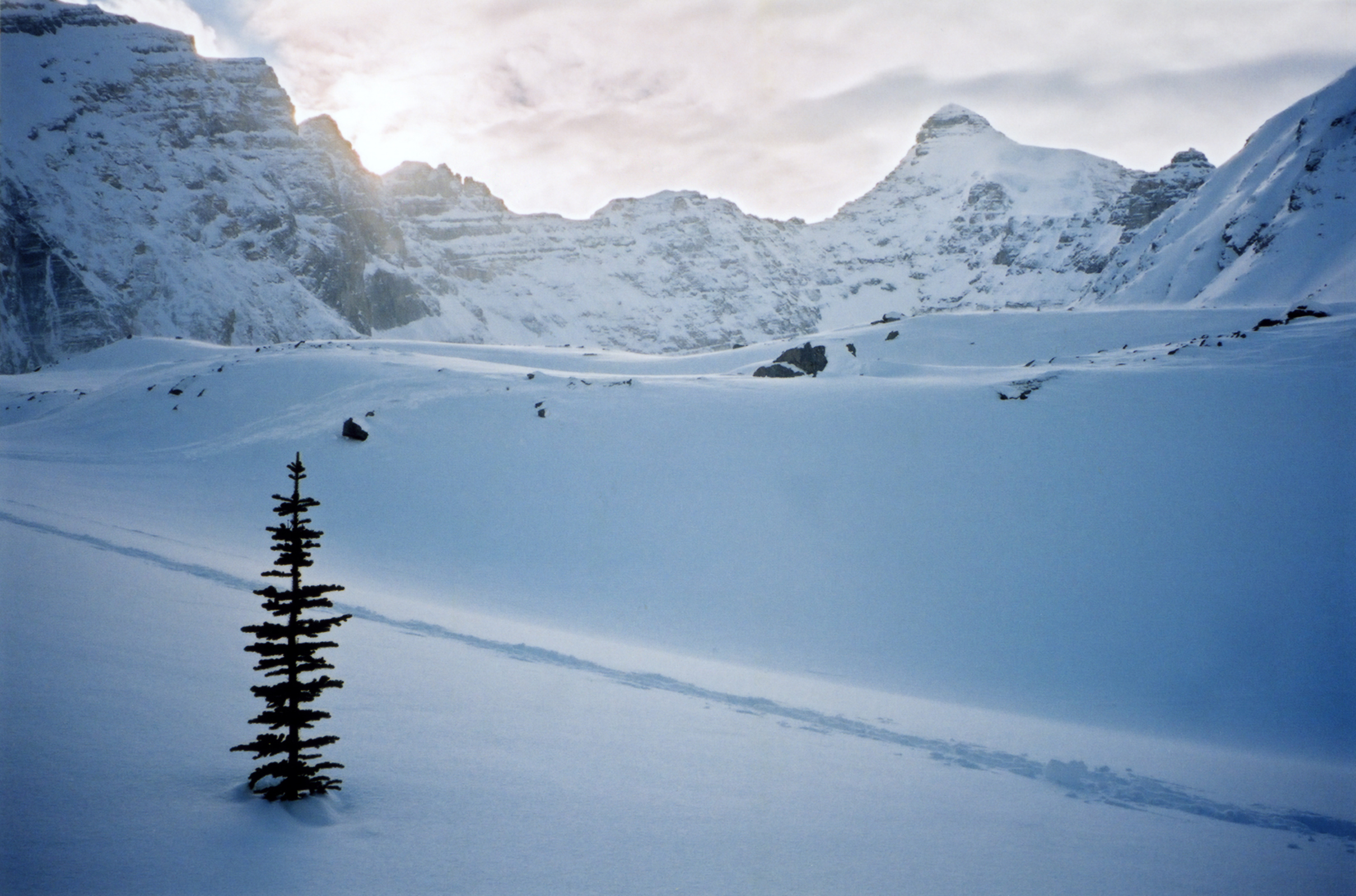
哥伦比亚冰原帕克山脊滑雪场

哥伦比亚冰原位于班夫国家公园的最北端，跨越班夫和贾斯珀国家公园的边界，并延伸到不列颠哥伦比亚。哥伦比亚冰原的斯诺多姆是北美洲水文最高点，水从这里开始，沿着哥伦比亚河流入太平洋，沿着阿萨巴斯卡河流入北冰洋，汇集到哈德逊湾并通过北萨斯喀彻温河最终流入大西洋。萨斯喀彻温冰川，长约12公里，面积为30平方公里，是哥伦比亚冰原到班夫的主要出口。在1893年到1953年期间，萨斯喀彻温冰川消融了大约1,364米，在1948年到1953年期间更是每年以55米的速度消融。20世纪，加拿大落基山脉的冰川总计减少了25%。

## 气候
班夫国家公园位于北美洲大陆分水岭的东面，年降水量为472毫米。与位于北美洲大陆分水岭的西面的幽鹤国家公园相比略少一些，瓦普塔湖的年降水量为884毫米，博尔德克里克则为616毫米。班夫镇每年冬天的降雪平均达到234厘米，路易斯湖为290厘米。
由于来自不列颠哥伦比亚的切努克风和其他因素的作用，班夫冬季的温度和埃德蒙顿以及其他艾伯塔中北部地区相比相对温和。班夫镇1月平均最低温度为-15°C，平均最高温度为-5 °C。夏天气候宜人，7月平均最高温度为22 °C，最低为7 °C。

## 生物

### 生态区域
班夫国家公园有三个生态区域，包括山区、亚高山带和高山。亚高山带生态区由很多茂密的森林组成，占班夫面积的53%。公园27%的区域位于林木线之上，属于高山生态区。班夫的林木线的位置大约是2,300米，上面是高山生态区空旷的牧场，其中部分地区被冰河所覆盖。公园的很小一部分（3%）位于低海拔地区，属于山区生态区域。该地区绝大部分树木为黑松，英国针枞、柳树、杨树散布其中，还有少数的花旗松和枫木。英国针枞在亚高山带生态区更为常见，黑松和亚高山松也分布在一些地区。山区生态区域更适合野生动物生活，多年来受到人类活动的影响。

### 野生动物

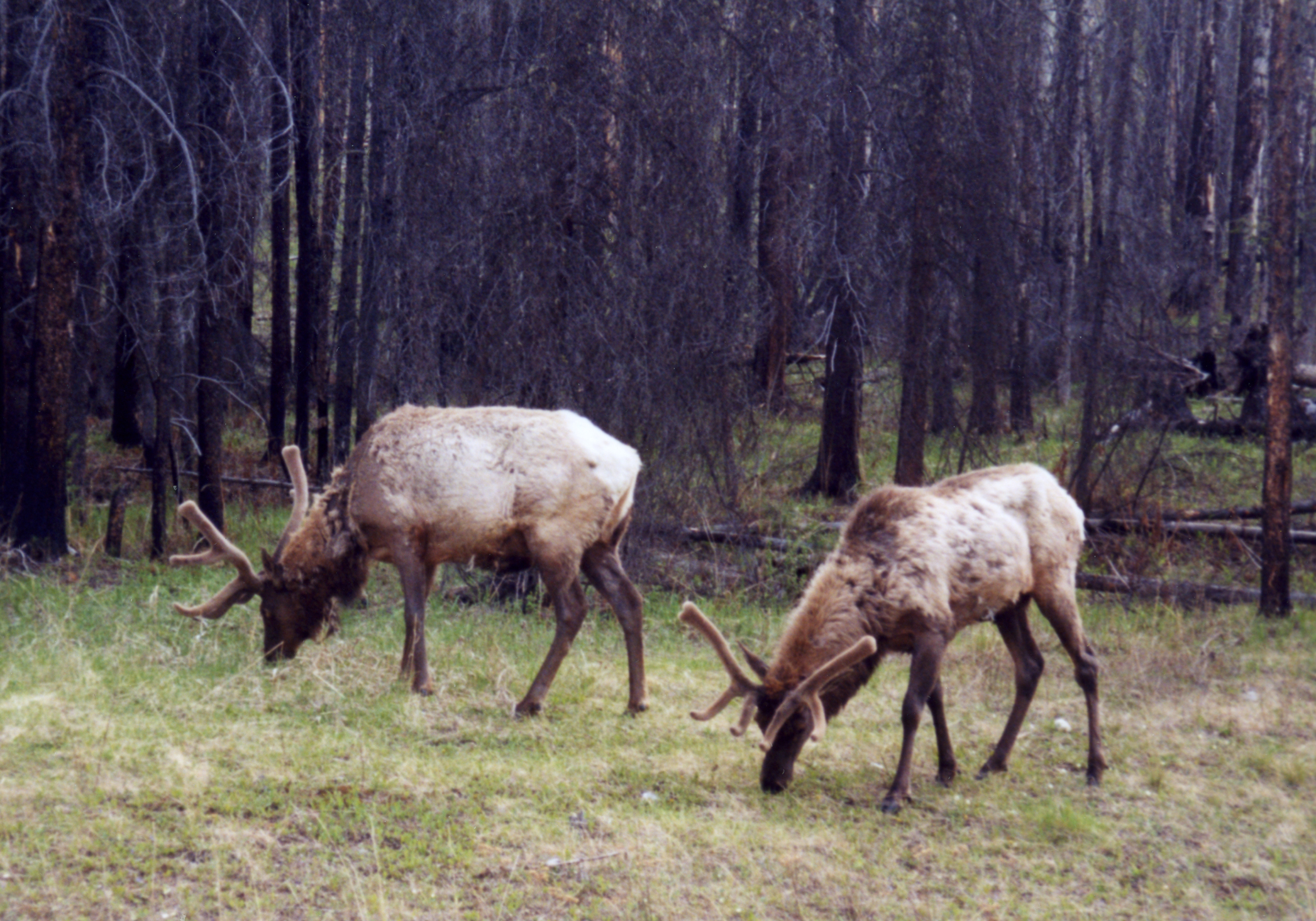
班夫国家公园的麋

根据统计，班夫国家公园共有56种哺乳动物。灰熊和美洲黑熊栖息于森林地区。美洲狮、猞猁、貂熊、鼬、北美水獭和狼是主要的肉食性动物。加拿大马鹿、长耳鹿和白尾鹿在公园的山谷中很常见，甚至在班夫镇也可以见到。驼鹿相比之下较少见，主要生活在沼泽地和溪流附近。在高山生态区，雪羊、大角羊、土拨鼠和鼠兔分布广泛。其他哺乳动物，如河狸、豪猪、松鼠和花栗鼠是常见的小型动物。2005年，一共发现了5只驯鹿，使之成为公园里数量最稀少的哺乳动物之一。

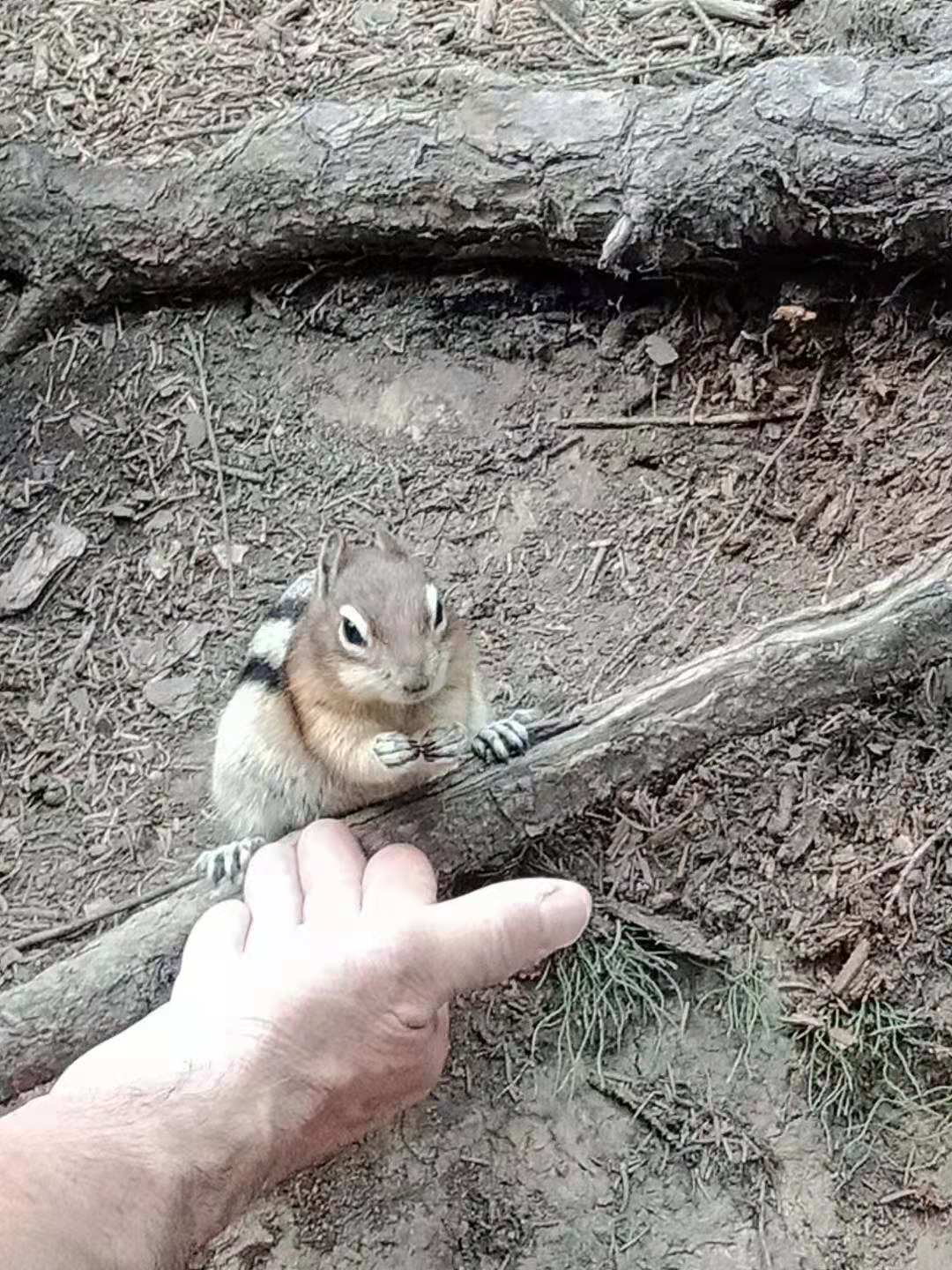
班夫公园的啮齿类动物

由于冬季天气寒冷，班夫国家公园的爬行动物和两栖动物较少，目前只发现一种蟾蜍、三种蛙、一种蜥蜴和两种蛇。班夫国家公园至少有280种鸟，包括白头海雕、金雕、红尾鵟、鹗和隼，这些都是食肉性鸟类。另外，在低海拔地区常见的物种还包括灰噪鸦、美洲三趾啄木鸟、山蓝鸲、北美星鸦、北美白眉山雀和云雀。白尾雷鸟则生活在在高山生态区。河流和湖泊附近生活着超过100种不同的动物，包括潜鸟、鹭鸶和野鸭，它们在公园里度过夏天。
班夫国家公园的濒危物种包括班夫温泉蜗牛。北美驯鹿和灰熊也被列入近危物种。

### 山松甲虫
山松甲虫侵扰了班夫国家公园大范围面积，它们以野生的黑松的韧皮作为食物，树木在被侵蚀后一年内死亡。艾伯塔的第一次山松甲虫大爆发发生在1940年，殃及了班夫43平方公里面积的森林。1970年代末期和1980年代早期班夫和周边的落基山脉区域遭遇了第二次大爆发。

## 旅游业

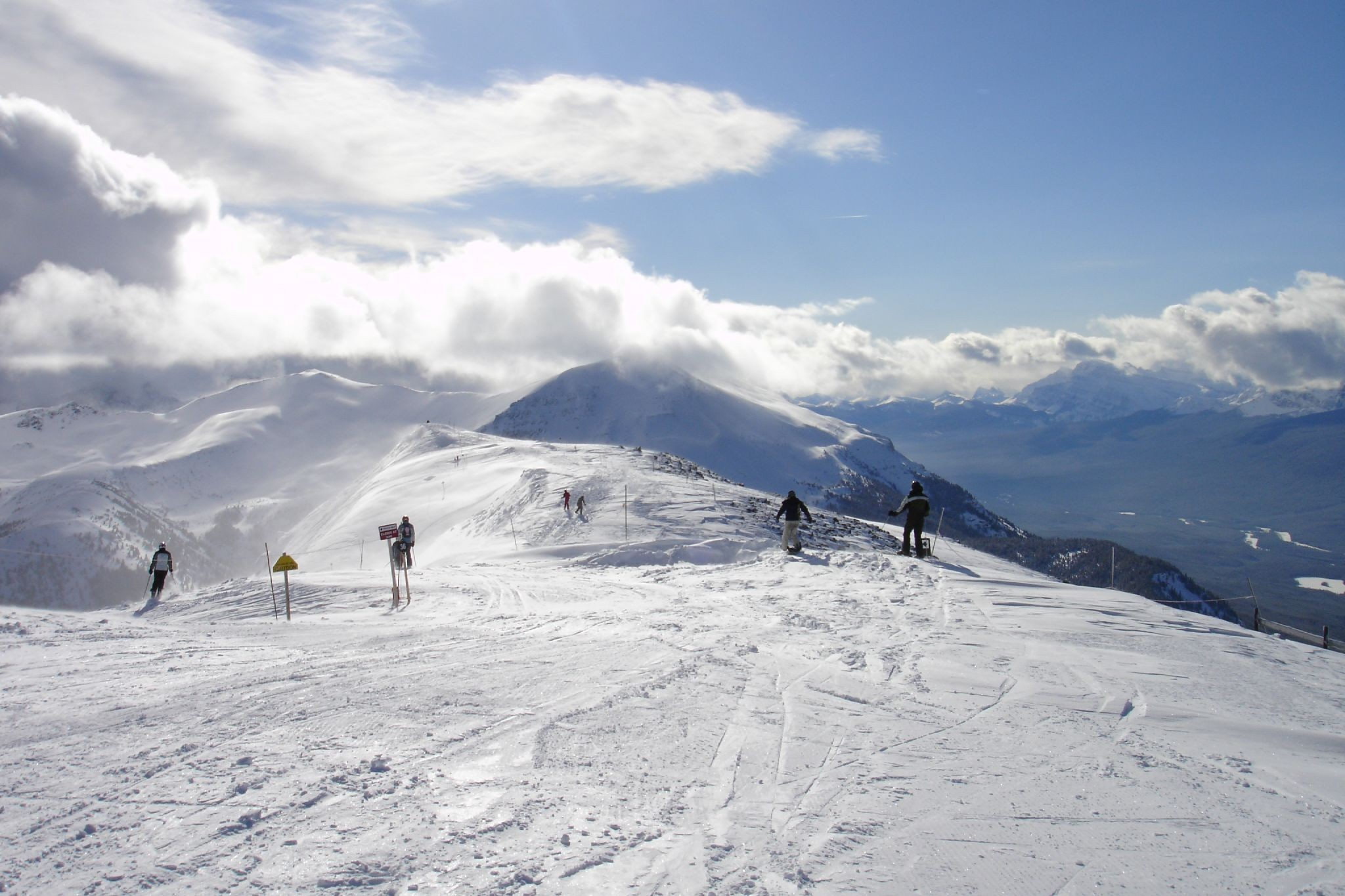
路易斯湖滑雪场

班夫国家公园是艾伯塔省最受欢迎的旅游地点，也是北美洲游客最多的国家公园之一。2006/2007年，班夫国家公园的游客总数约为3,297,000人，比2005/2006年增长4%，团体游客和自助游客的数量都有所上升。公园最繁忙的主入口──东入口，2006年美国游客的数量为21%，其它国际游客为13%，艾伯塔省游客为44%，加拿大其他地方游客为26%。班夫国家公园每年的收入为60亿加拿大元。
在公园停留需要公园的通行证，夏季经常会检查证件，尤其是在路易斯湖和冰原公路的起点。如果不停留而是直接穿过公园则不需要通行证。每年大约500万人通过加拿大横贯公路穿过班夫国家公园。
班夫镇的著名旅游景点包括班夫上温泉、27洞高尔夫球场，三个度假区-桑夏恩村度假区、路易斯湖度假区和诺奎山度假区。徒步的线路也受到游客欢迎。其他的活动包括高山滑雪、北欧滑雪和骑马。
班夫国家公园偏僻地区的活动包括徒步、露营、賞楓、攀岩和滑雪。加拿大公园管理局要求使用露营场所、加拿大棚屋俱乐部和其它设施的人购买野外许可证，并要求保护这些地区的环境。

## 公园管理
根据1930年通过的《加拿大国家公园法》，班夫国家公园由加拿大公园管理局负责管理。随着时间的流逝，公园的管理策略的重点从开发转到了環境保护。1964年，一项政策声明颁布，在1930年的法律之外重申了環境保护。1972年申请冬奥会主办权引发的争议，使環境保护组织的影响力加大，最终加拿大公园管理局放弃支持申办。1988年，修订后的国家公园法将生态環境的保护放在第一优先级。修订法还规定了非政府组织在法庭上挑战加拿大公园管理局流程。1994年，加拿大公园管理局指定班夫弓河研究所起草新的公园运行政策。和其他国家公园一样，班夫国家公园被要求制定公园管理计划。在省级范围内，公园所辖地区作为9号改良区受艾伯塔省行政议会管理。

## 人类影响

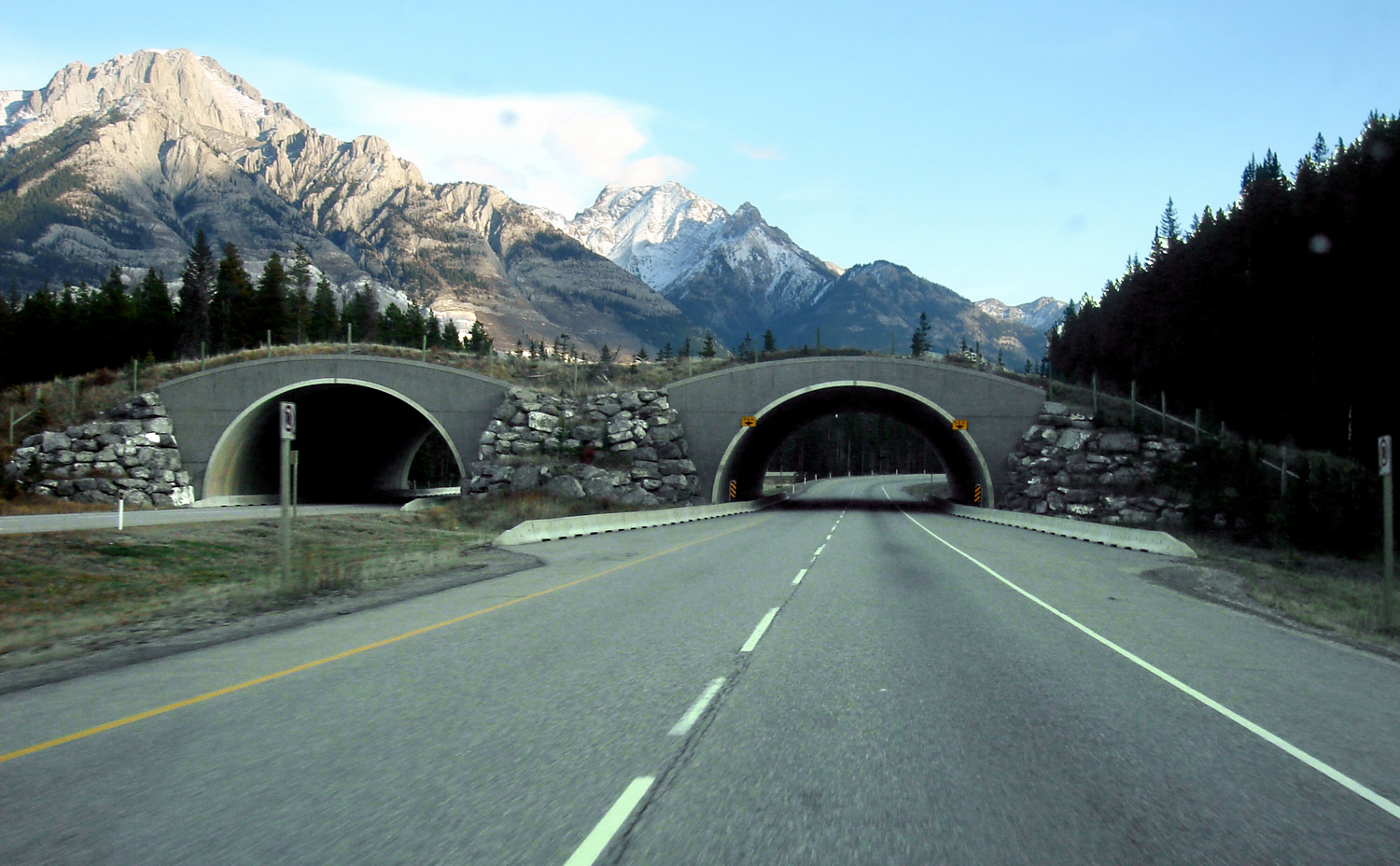
野生动物通道

### 生态学
19世纪以来，人类通过引入外来物种、控制其他物种、开发弓河山谷和别的活动开始影响班夫的生态。野牛曾经生活在班夫的山谷中，但是由于土著人的猎杀，到1858年该物种在班夫绝迹。麋不是班夫固有的物种，1917年从黄石国家公园引入57只到班夫。麋的引入，伴随着加拿大公园管理局对郊狼与狼的数量控制，引起了生态系统的不平衡。其他弓河山谷减少的物种包括灰熊、美洲豹、猞猁、狼獾、水獭和驼鹿。1985年开始，灰狼再度在弓河山谷出现。然而，狼的数量并不乐观，1987年到2000年期间加拿大横贯公路沿线共死亡了32头狼，区域内只剩下了31头。
由于北美溪鳟和虹鳟的引入，公牛鳟和其他班夫湖泊里的本地鱼类的数量也在减少。湖鳟和锐唇鲴也是当地稀有物种，而大鳞大麻哈鱼、白鲟、太平洋鳗鱼和班夫长吻鰷几乎在当地灭绝。班夫长吻鰷是班夫独有的物种，如今已列入濒危物种。
加拿大横贯公路穿过班夫国家公园，给公园内的野生动物的迁徙带来了麻烦。灰熊受公路和其他班夫发展的影响，已经产生栖息地破碎化的问题。灰熊喜欢在山区栖息，而这个区域正是受发展影响最严重的。加拿大横贯公路沿线许多地方建造了野生动物通道，包括一系列地下隧道和两座天桥，以缓减此类问题。

### 开发

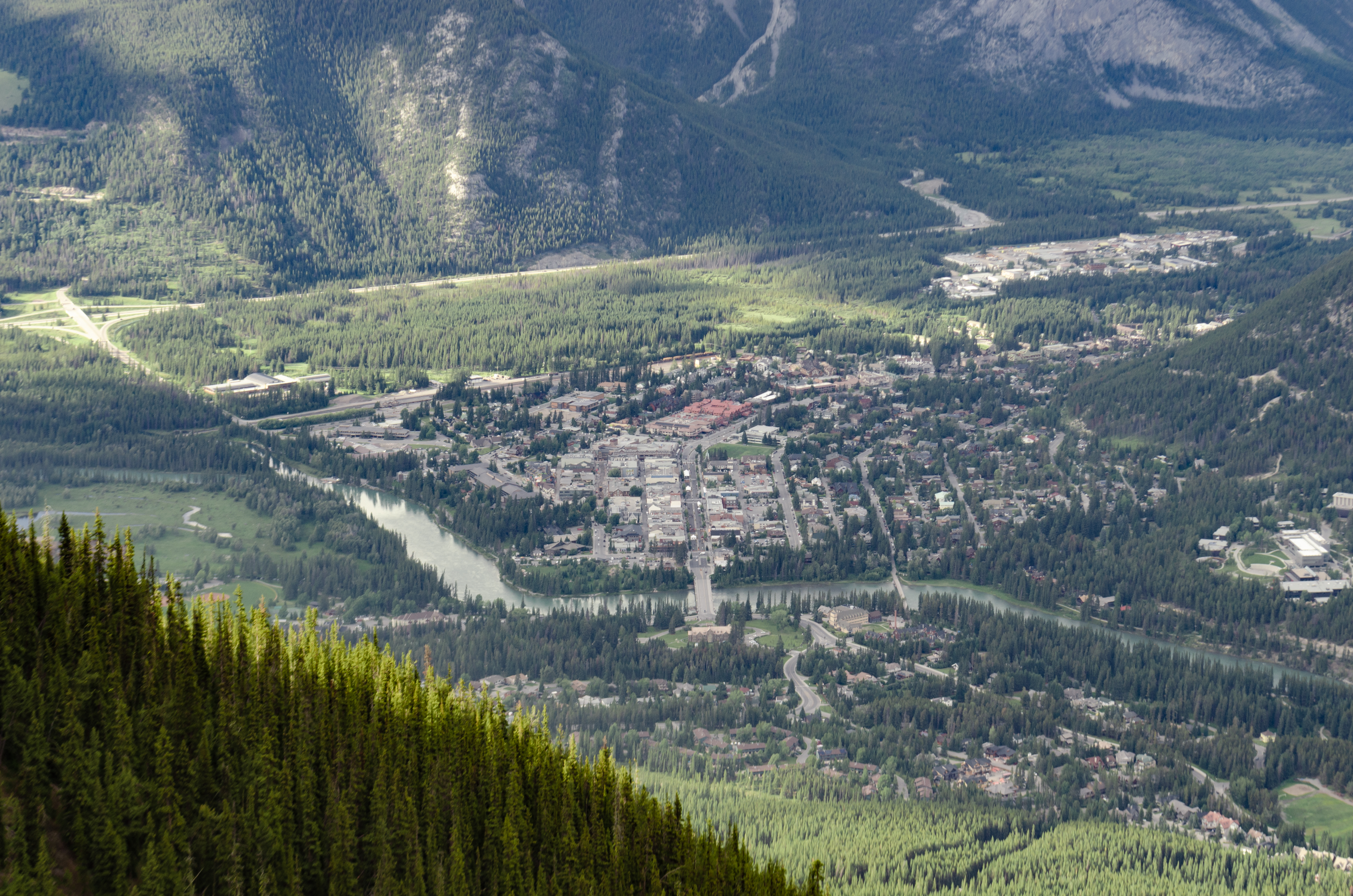
班夫镇

1978年，桑夏恩村滑雪度假区的开发获得批准，包括增设停车场，扩建旅店，开发羊眼山（Goat's Eye Mountain）等项目。1980年代，这项开发工程的实施由于环保因素而推迟。1989年，桑夏恩村撤回了该项发展计划，根据政府的规定，于1992年重新递交了修改后的提案。这项新的计划在环境的审核还悬而未决的时候，获得政府的批准。之后，加拿大公园和原野学会（CPAWS）申请了法院禁制令，使计划搁浅。CPAWS还认为公园的发展影响了生态平衡而向联合国教科文组织施加压力，要求撤回班夫世界遗产称号。

### 班夫弓河山谷研究会
1988年，《加拿大国家公园法》的修正法案强调了生态保护，班夫的发展方针面临着不协调的境地。1994年，在当时的加拿大公园管理局负责人希拉·科普斯的要求下，班夫弓河山谷研究会成立，目的是为了更好地管理人类对公园的使用和开发，同时维持生态平衡。当为期两年的研究进行的时候，所有开发项目暂停，包括桑夏恩村的开发和章克申堡与桑夏恩之间的加拿大横贯公路的建设。
研究发布了超过500项提议，其中包括限制班夫镇的扩张，将镇人口控制在1万人，徒步旅行的人数限制，缩减公园内开发项目等。另一项建议是在镇周围建立隔离带，减少人和麋的冲突情况。建立隔离保护区还可以减少麋遭遇食肉性动物的机会。在报告发布后，科普斯立刻通过了控制班夫镇人口数量的提议。她还下令搬迁了一个小型机场和军校训练营，因为这些设施会妨碍野生动物迁徙。
根据班夫弓河山谷研究会的建议，1990年代，许多开发计划被缩减。1996年，班夫温泉高尔夫度假区增加9座宾馆的计划被取消。

### 坎莫尔
由于班夫镇的人口数量受到限制，位于班夫边界外的坎莫尔开始迅速发展以适应游客增长的需求。坎莫尔的主要开发计划包括1992年提议的三姐妹高尔夫度假区，这项计划遭到了持续的争议，环境组织认为开发将导致弓河山谷野生动物区域的分割。